# エド・ハイネマン
エドワード・ヘンリー・ハイネマン(Edward Henry Heinemann：1908年3月14日 – 1991年11月26日)は、ダグラス・エアクラフトの軍用機設計者。

## 経歴
ハイネマンはミシガン州サギノーで生まれたが、カリフォルニア州ロサンゼルスへと引っ越し、そこで少年時代を過ごした。彼は独学で航空工学を学び、1926年に製図工としてダグラス・エアクラフトに加わったが、その年のうちに解雇された。インターナショナル・エアクラフト、モーランド・エアクラフト、ノースロップでしばらく働いた後、ノースロップがダグラスを買収した際にダグラス・エアクラフトへと戻った。
ハイネマンは1936年にダグラス社でチーフ・エンジニアとなった。この役職は1960年にガイダンス・テクノロジーへと移るために退社するまで続けていた。1962年にはジェネラル・ダイナミクスの技術部門長となった。この役職においては、F-16の開発を監督した。引退は1973年だった。
彼の航空機設計の手法は非常に単純で、使用可能な中で最も強力なエンジンを用い、それを取り囲むようにデザインすることだった。

## 設計機
ハイネマンはダグラスに長く勤務し、20以上の軍用機を設計した。主な使用者はアメリカ海軍であり、それには航空史に残るものが含まれている。主な機種は以下の通り。
- SBDドーントレス 急降下爆撃機
- BTD デストロイヤー 急降下爆撃機、雷撃機
- XTB2D スカイパイレート 艦上攻撃機
- A-20 ハボック 攻撃機
- A-26 インベーダー 攻撃機
- AD/A-1 スカイレイダー 艦上攻撃機
- A2D スカイシャーク 艦上攻撃機
- A3D/A-3 スカイウォーリアー 艦上爆撃機
- A4D/A-4 スカイホーク 艦上攻撃機
- F3D/F-10 スカイナイト 夜間戦闘機
- F4D/F-6 スカイレイ 艦上戦闘機
- F5D スカイランサー 艦上戦闘機
- B-66 デストロイヤー 爆撃機
- X-21 実験機
- D-558-1、D-558-2 実験機

ハイネマンが初めて設計した航空機は1929年のモーランドM1練習機で、これはパラソル翼単葉であった。この機は1929年からの大恐慌により、1933年に会社が消滅するまでごく少数しか販売されなかった。

## 受賞歴
- 1953年: コリアー賞 (F4D スカイレイに対して)
- 1978年: ダニエル・グッゲンハイム賞
- 1981年: アメリカ国立航空殿堂
- 1983年: アメリカ国家科学賞

海軍航空システム司令部は航空機設計について多大な貢献のあった個人・集団に毎年エドワード・H・ハイネマン賞を授与している。